# Toropuku stephensi
Toropuku stephensi is een hagedis die behoort tot de gekko's en de familie Diplodactylidae.

## Naam en indeling
De wetenschappelijke naam van de soort werd voor het eerst voorgesteld door Joan Robb in 1980. Oorspronkelijk werd de wetenschappelijke naam Hoplodactylus stephensi gebruikt en de gekko werd lange tijd tot het geslacht van de Nieuw-Zeelandse gekko's (Hoplodactylus) gerekend.
De wetenschappelijke geslachtsnaam Toropuku is afgeleid van het Maorische woord voor verborgen, dit slaat op de verborgen levenswijze. De soortaanduiding stephensi is afgeleid van het verspreidingsgebied; Stephens Island, dat op zijn beurt vernoemd is naar Sir Philip Stephens (1723 – 1809).

## Uiterlijke kenmerken
De lichaamslengte van snuit tot cloaca is ongeveer acht centimeter, de staart wordt nog iets langer. De lichaamskleur is lichtbruin met lichtere strepen in de lengte. De pupillen hebben gekartelde randen. De poten dragen smalle tenen en vingers met rechte hechtlamellen.

## Verspreiding en habitat
Toropuku stephensi komt endemisch voor in Nieuw-Zeeland. De habitat bestaat uit gematigde bossen en scrublands. De soort is aangetroffen van zeeniveau tot op een hoogte van ongeveer 225 meter boven zeeniveau.

## Beschermingsstatus
Door de internationale natuurbeschermingsorganisatie IUCN is de beschermingsstatus 'bedreigd' toegewezen (Endangered of EN).